# Hilding Bakke

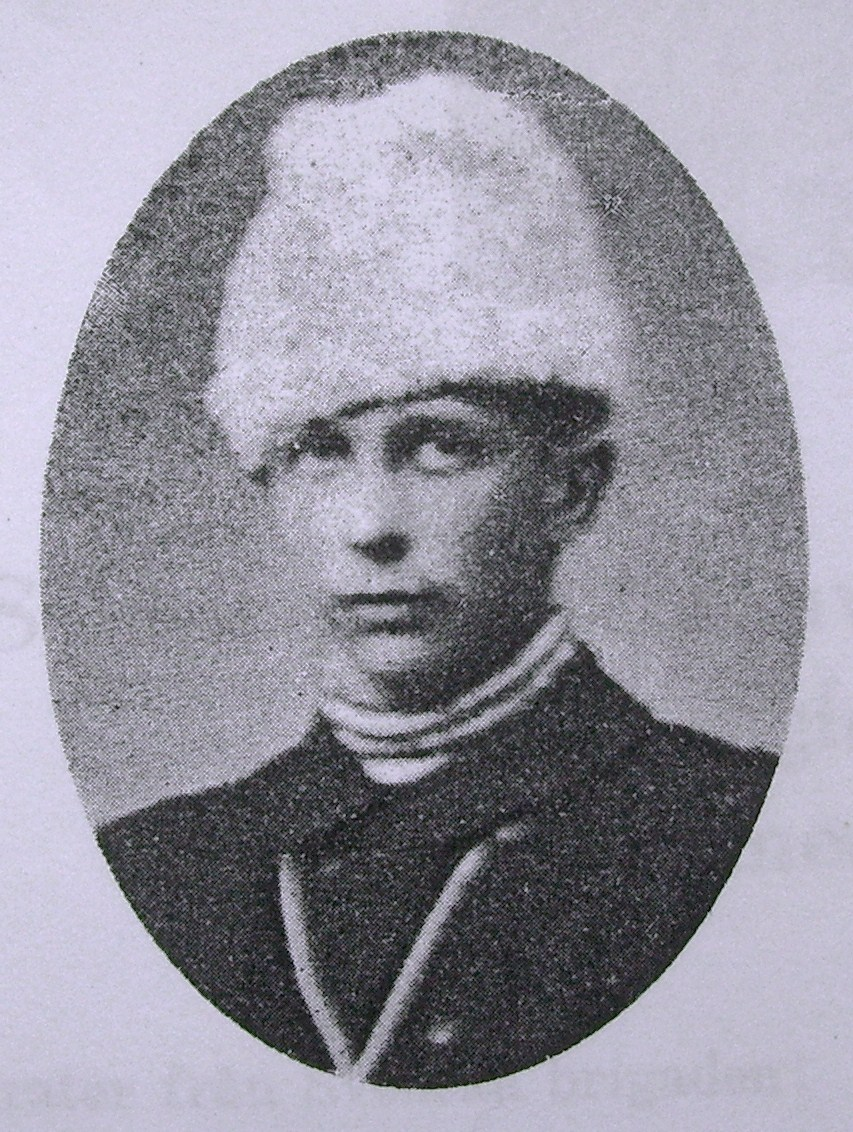
Hilding Bakke 1918

Hilding Johan Bakke, född 19 februari 1898 i Östersund, död 25 september 1926, var svensk präst. 
Familjen Bakke flyttade till Gävle när Hilding var 9–10 år. Han var son till en handelsresande och var under sina teologistudier i Uppsala verksam inom den konservativa studentföreningen Heimdal, 1922–1923 var han dess ordförande. Han deltog i finska inbördeskriget som frivillig i Svenska brigaden. Övergick sedermera till 20:e batteriet i finska armén. Efter kriget var han skattmästare i Svensk-finländska studentförbundet, som grundades den 5 november 1918 i Uppsala, av krigsveteraner med studentbakgrund. Först var Axel Boëthius dess ordförande, sedan Bakke 1920–1924. Studentförbundet arrangerade bl.a. föredrag, vari sådana som Kaarle Krohn och Lauri Ingman medverkade. Förbundet önskade stärka och bevara band mellan Sveriges svenskar och finlandssvenskar. År 1922 blev Bakke även vald till ordförande för Kyrkliga Frivilligkåren inom Uppsala Kristliga Studentförbund. 
Den 6 januari 1925 blev han komminister i Bollnäs församling. Hans morbror var präst i Lidens församling. Han avled i lungsäcksinflammation. Hans motto var "För mig är livet Kristus". Bakke är begravd på Gamla kyrkogården i Gävle.